# إليسا بلوخ
إليسا بلوخ (بالفرنسية: Élisa Bloch) هي نحّاتة وصحفية فرنسية، ولدت في 25 يناير 1848 في فروتسواف في بولندا، وتوفيت في 1905.